# Moldavia all'Eurovision Young Musicians
La Moldavia ha debuttato all'Eurovision Young Musicians 2014, svoltosi a Colonia, in Germania, ma dopo quell'edizione non ha più espresso il desiderio di tornare a partecipare.

## Partecipazioni
- Primo posto
- Secondo posto
- Terzo posto

| Anno                                    | Artista                | Strumento  | Canzone | Posizione | Posizione         |
| Anno                                    | Artista                | Strumento  | Canzone | Finale    | Semifinale        |
| --------------------------------------- | ---------------------- | ---------- | --- | --------- | ----------------- |
| 2014                                    | Livyka Shtirbu-Sokolov | Pianoforte | 1) Preludio e Fugue No.2 in A minore, op.87, di Dmitri Shostakovich 2) Novelette No.3, di Francis Poulenc 3) Sonata No.1, di Rodion Shchedrin 4) Concerto per pianoforte di Liviu Shtirbu (Serata finale) | F         | Niente semifinali |
| Nessuna partecipazione dal 2016 al 2024 |                        |            | |           |                   |